# Rübstiel

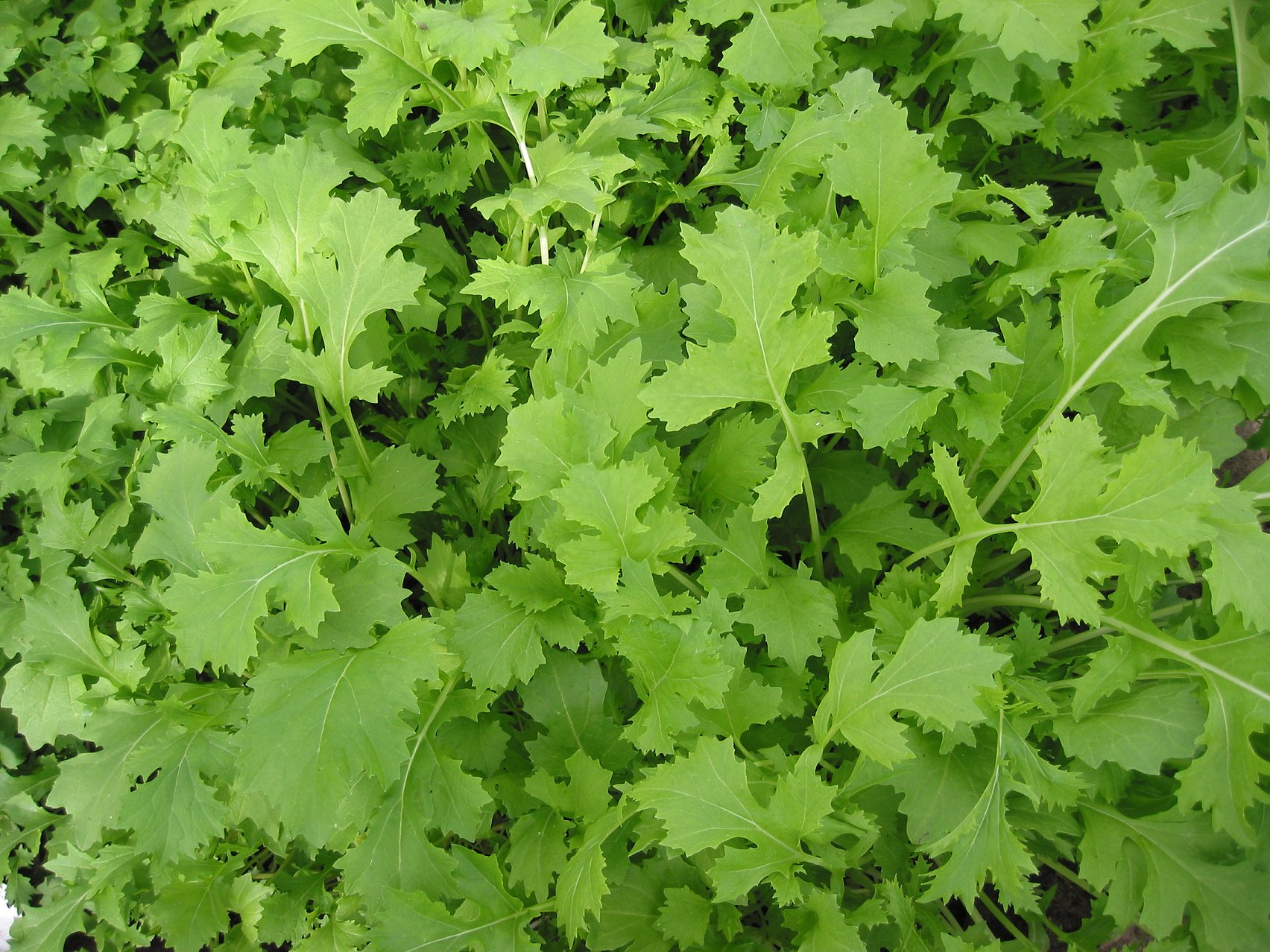
Brassica rapa ssp. silvestris „Namenia“

Als Rübstiel bezeichnet man die als Gemüse verwendeten Stiele und Blätter einiger Unterarten des Rübsen. Meist handelt es sich um die jungen gestielten Blätter der Speiserübe. Daneben gibt es eine aus dem wilden Rübsen (Stängelkohl, Brassica rapa ssp. silvestris) gezüchtete Sorte „Namenia“ und eine eigenständige Varietät mit stark gefiederten Blättern (Brassica rapa var. rapifera subvar. pabularia), die keine bzw. nur eine kleine Rübe bilden.

## Weitere Namen
Synonyme der Pflanze im Deutschen sind Rübstielchen, Stängelmus, Stängelripsen, Stielmus, Köhlstille, Runkelstielchen, Knisterfinken, im westfälischen Platt auch Streppmaut.

## Geschichte
Im Rheinland und in den Niederlanden hat dieses Gemüse eine sehr lange Tradition. In der Schweiz wird Rübstiel erst seit 1985 versuchsmäßig angebaut.

## Beschreibung
Wie auch die engen Verwandten Rettich, Senf, Kresse und Kohl gehören Speiserüben und Rübstiel zur Pflanzenfamilie der Kreuzblütengewächse. Diesen allen gemeinsam ist eine besondere Gruppe der sekundären Pflanzenstoffe: Glucosinolate, auch als Senfölglykoside bezeichnet. Diese Stoffgruppe verursacht den typischen Kohlgeruch und verleiht je nach Menge und Zusammensetzung die Schärfe.

## Anbau und Ernte
Die Aussaat erfolgt meist im Frühjahr. Rübstiel ist ein typisches Frühjahrsgemüse. Angebaut wird Rübstiel meist durch sehr enge Aussaat von Speiserüben (Brassica rapa ssp. rapa, z. B. Mai-, Herbst- oder Weiße Rüben). Die Aussaatdichte beträgt im Hausgarten statt des zur Rübenproduktion üblichen einen Gramms pro Quadratmeter drei Gramm pro Quadratmeter für die Blattproduktion. Enge Aussaat ist wichtig, da nur die jungen Blätter verwertet werden und die Wurzeln sich daher nicht entwickeln sollen. Oder es wird die spezielle, aus dem wilden Rübsen (Brassica rapa ssp. silvestris) gezüchtete Sorte „Namenia“ eingesetzt. Als Ersatz können auch Chinakohl- oder Mangoldblätter verwendet werden. Als Standort sind mittelschwere, etwas sandige Böden von Vorteil. Auch der Anbau im Gewächshaus ist üblich. Die Kulturzeit beträgt je nach verwendetem Gemüse 6–8 Wochen. Geerntet wird mit den Wurzeln, wenn die Blätter 10 bis 25 Zentimeter Länge erreicht haben. Der mittlere Ertrag liegt bei drei Kilogramm pro Quadratmeter. Dann werden sie nach Gewicht gebündelt und abgepackt. Frisch geschnittener Rübstiel kann nur kurz für zwei bis drei Tage im Kühlschrank gelagert werden.

## Verwendung

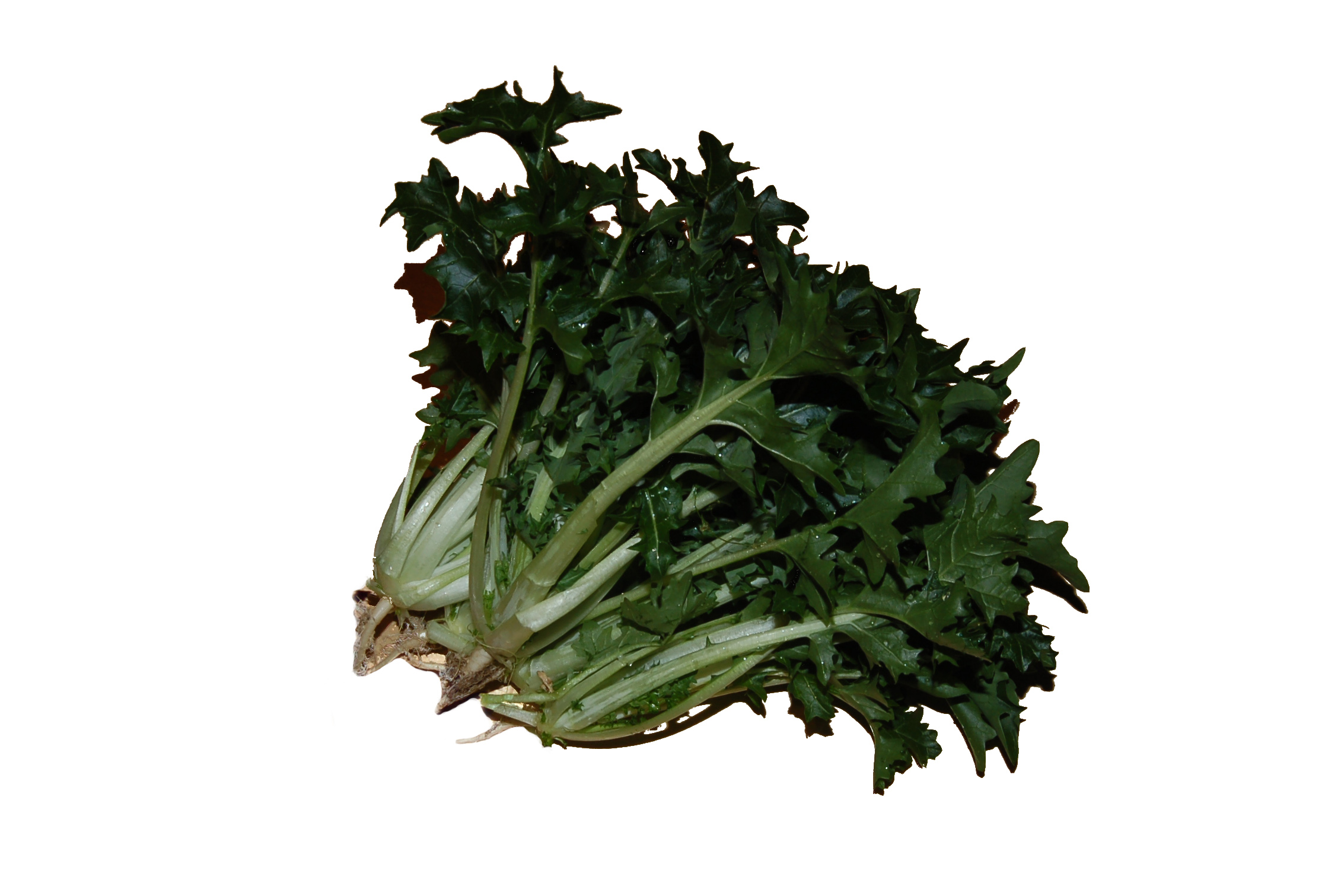
Stielmus-Sorte ‘Namenia’, die ähnlich wie Endiviensalat als Kopf wächst.

Rübstiel hat einen fein-säuerlichen Geschmack und wird am besten frisch nach der Ernte verzehrt, weil die zarten Blätter schnell welken. Das Gemüse ist vor allem im Rheinland und in Westfalen bekannt. Dort werden die Stiele der jungen Mai- und Herbstrüben meist gehackt und gedünstet zu Fleischgerichten serviert. Üblich ist auch eine Mischung mit Kartoffelpüree oder Stampfkartoffeln. In weiteren traditionellen Zubereitungen wird er zu Eintopf oder roh zu Salat verarbeitet. In Portugal und im spanischen Galicien ist das Gemüse als Grelos, häufig zusammen mit Kartoffeln gekocht, eine Beilage zu Fleischgerichten.